# Северный (муниципальный округ, Санкт-Петербург)

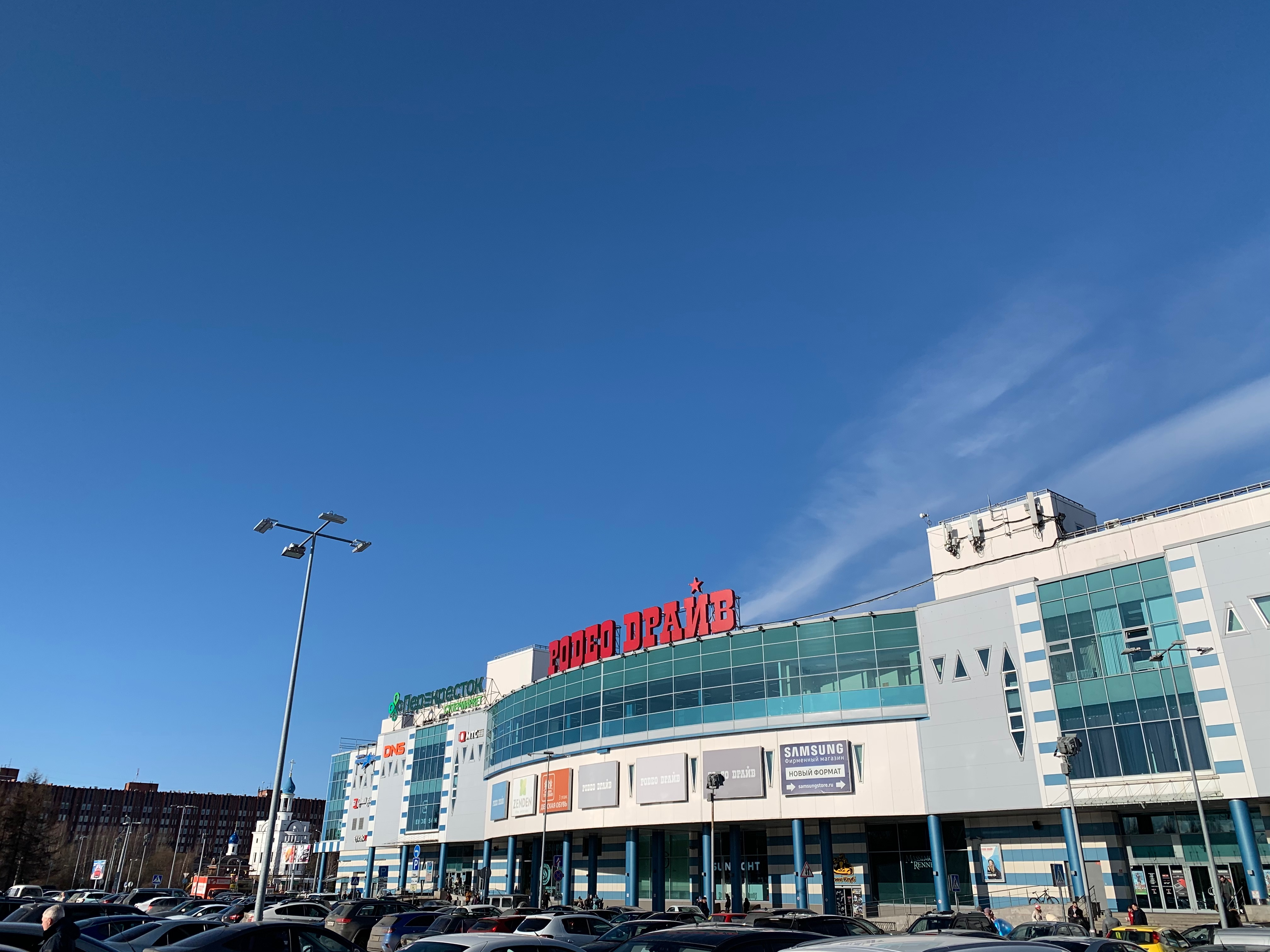
Торговый центр «Родео Драйв»

Се́верный — муниципальный округ как внутригородское муниципальное образование (бывший муниципальный округ № 23) в составе Калининского района Санкт-Петербурга.
Границы Северного округа: от Северного проспекта по оси проспекта Культуры до западной границы земель сельскохозяйственного предприятия «Бугры», до автодороги Мурино — промзона «Парнас», далее на юго-восток по её северной стороне до пересечения с продолжением ул. Демьяна Бедного, по оси улицы Демьяна Бедного, до пересечения с Муринским ручьём, по оси Муринского ручья до пересечения с Северным проспектом, по оси Северного пр. до пр. Культуры.

## Население
| 2002    | 2010    | 2012    | 2013    | 2014    | 2015    | 2016    | 2017    | 2018    |
| ------- | ------- | ------- | ------- | ------- | ------- | ------- | ------- | ------- |
| 51 605  | ↗51 720 | ↗52 486 | ↗52 855 | ↗53 517 | ↗53 947 | ↗54 292 | ↗54 808 | ↗55 034 |
| 2019    | 2020    | 2021    | 2023    | 2024    | 2025    |         |         |         |
| ↘54 569 | ↘54 106 | ↘49 636 | ↘48 582 | ↘48 022 | ↗48 225 |         |         |         |

## Сведения
- Территория округа: 215 га.
- Население округа: 52 855 чел.
- Общая площадь жилых помещений — 942,8 тыс.м2
- Количество объектов бытового обслуживания населения — 40.
- Спортивные сооружения — 31.
- Количество общеобразовательных учреждений — 5.

1. ГБОУ Гимназия № 63 пр. Культуры, д. 11/4
2. ГБОУ СОШ № 69 пр. Культуры, д. 27/3
3. ГБОУ СОШ № 81 ул. Демьяна Бедного, д. 22/5
4. ГБОУ СОШ № 172 ул. Демьяна Бедного, д. 12/2
5. ГБОУ СОШ № 692 ул. Демьяна Бедного, д. 6/2

- Количество дошкольных образовательных учреждений — 10.

1. Детский сад № 29 пр. Просвещения, д. 68/4
2. Детский сад № 51 ул. Демьяна Бедного, д. 16/3
3. Детский сад № 55 ул. Демьяна Бедного, д. 22/4
4. Детский сад № 59 ул. Демьяна Бедного, д. 30/7
5. Детский сад № 70 пр. Культуры, д. 15/5
6. Детский сад № 82 ул. Демьяна Бедного, д. 10/5
7. Детский сад № 85 ул. Демьяна Бедного, д. 30/3
8. Детский сад № 88 пр. Культуры, д. 29/5
9. Детский сад № 98 пр. Луначарского, 78/4
10. Дошкольное отделение школы № 619 ул. Демьяна Бедного, д. 4/2

- Количество детских музыкальных, художественных, хореографических школ и школ искусств — 1.
- Количество учреждения здравоохранения — 4.
- Количество объектов розничной торговли и общественного питания — 228.
- Количество отделений социального обслуживания на дому граждан пожилого возраста и инвалидов — 2.
- Количество специализированных отделений социально-медицинского обслуживания на дому граждан пожилого возраста и инвалидов — 1.
- Количество библиотек — 2.
- Количество муниципальных органов охраны общественного порядка — 1.
- Количество добровольных формирований населения по охране общественного порядка — 1.